# FLY (digtergruppe)
FLY, en digtergruppe, stiftet i Odense i 2004, der indtil 2009 arrangerede lyrik-oplæsninger. 
FLY blev dannet som en udspaltning af Lyrikgruppen FynsVærk og består af stud.mag. Cindy Lynn Brown, altmuligmand Jan Hjort, stud.mag. Martin Johs. Møller og som mentor Viggo Madsen. Digteren Poul g Exner var en del af gruppen fra begyndelsen, og med til at opstarte oplæsningsrækken, samt booke oplæsere i en årrække. Han forlod FLY i 2008. 
FLY har som formål at arrangere jævnlige oplæsninger med indbudte forfattere M/K fra det yngre vækstlag i dansk digtning, men også ældre 'glemte' eller af andre årsager ukendte forfattere inddrages ofte. FLY har desuden lejlighedsvist udgivet fysiske digtsamlinger og andre publikationer under navnet FLY-tryk.
De første par år fandt oplæsningerne sted på den hedengangne Café Optimisten, men efter dennes lukning har aktiviteterne bl.a. fundet sted på Mimeteatret og Café Jolly Rogers. Senest er FLY blevet en del af paraplyorganisationen Days of Art and Love og har benyttet nedlagte fabrikslokaler på Odense Havn, tilhørende Poul R. Weile. 
En del af oplæsningerne bliver båndet og efterfølgende lagt ud på bloggen martinjm.blogspot.com. 
Oplæsningerne er fortløbende nummereret og gruppen afholdt i (januar 2009) det hidtil sidste FLY #17. Udvælgelsen af forfattere til oplæsningerne foregår ud fra et nøje kendskab til og anbefalinger fra den litterære undergrund. Kvalitetskriterierne er baseret på det foredragne materiale samt forfatternes personlige optræden. 
Medlemmerne af FLY har både på egen hånd og samlet deltaget i CD-udgivelser, Hvedekorn og andre litterære tidsskrifter, samt senest i kunstfestivalen Days of Art and Love, 2007. 

## Oplæsere ved FLY-arrangementer
Gitte Broeng, Glenn Christian, Peter Dyreborg, Poul G. Exner Ida Marie Hede, Jun Feng, Rasmus Graff, Robert Henningsson, Mads Jarler, Anni Jensen, Kenneth Jensen, Peter Jensen, Mikael Josephsen, Ask Katzeff, Martin L. Kjeldsen, Rune Kjær Rasmussen (tidligere medlem af FLY), Julie Sten-Knudsen, Sigurd Buch Kristensen,  Marie Kudahl, Rune Kvolsgaard, Brian Larsen, Keith Lohse, Thurston Magnus, Mads L. Mygind,  Rasmus Halling Nielsen, Mette Norrie, Linda Nørgaard, Søren Kaare Petersen, Martin Snoer Raaschou, Louise Rosengreen, Nathalie Sheila Saltz, Nicolaj Stochholm, Stinne Storm, Charlie Sung.

## Eksterne links
- Martin Johs. Møllers blog med lyd og billeder fra oplæsninger Arkiveret 28. august 2019 hos  Wayback Machine
- DANEfæ, Jan Hjort (museum) Arkiveret 21. juli 2019 hos  Wayback Machine
- Days of Art and Love Arkiveret 11. september 2007 hos  Wayback Machine
- Lyrikgruppen Fynsværk Arkiveret 5. september 2007 hos  Wayback Machine